# Hello (Turn Your Radio On)
Hello (Turn Your Radio On) is een nummer van het Britse popduo Shakespears Sister uit 1992. Het is de vierde single van hun tweede studioalbum Harmonally Yours.
"Hello (Turn Your Radio On)" is een rustige ballad. Het nummer werd een hit op de Britse eilanden, in het Duitse taalgebied, Zweden, Nieuw-Zeeland en Nederland. In het Verenigd Koninkrijk bereikte het de 14e positie, en in de Nederlandse Top 40 kwam het tot een bescheiden 35e positie. Hoewel het nummer in Vlaanderen geen hitlijsten bereikte, werd het er toch een radiohit.